# Nordøyvågen
Nordøyvågen est une localité du comté de Nordland, en Norvège.

## Géographie
Administrativement, Nordøyvågen fait partie de la kommune de Dønna.